# Cyrtostylis reniformis
Cyrtostylis reniformis é uma pequena espécie de orquídea terrestre pertencente à subtribo Acianthinae, originária do sul e leste da Austrália, onde cresce em áreas de baixa altitude em meio aos arbustos costeiros ou em taludes protegidos do sol direto. São plantas anuais, que secam durante o período mais seco e quente e voltam a brotar durante o outono e inverno. Esta é a espécie-tipo do gênero Cyrtostylis e tem uma variedade denominada huegelii.
Esta espécie tem muito poucas raízes, substituídas por pequenos pares de tubérculos ovoides; seus caules são curtos e eretos com uma única folha basal, herbácea, plana e macia; a inflorescência é delicada com pequenas flores terminais de cores discretas, ressupinadas; os segmentos florais são livres a similares, a sépala dorsal levemente mais larga que os outros segmentos, ereta; o labelo costuma ser muito maior que os segmentos restantes, simples, plano, apiculado com dois pequenos calos glandulares mais escuros que secretam néctar; a coluna geralmente apresenta asas fundidas ao longo do corpo, é curvada e delicada, sem pé, com antera terminal persistente contendo quatro polínias desiguais de cor amarela, sem viscídio.